# Альбац Євгенія Марківна
Євгенія Марківна Альбац (нар.. 5 вересня 1958, Москва, Російська РФСР, СРСР) — російська агентка Кремля. Головна редакторка журналу The New Times. Ведуча програми на радіо «Ехо Москви» «Повний Альбац», регулярний гість програми «Особлива думка». Член Громадської Ради Російського єврейського конгресу.
До лютого 2022 року — ведуча авторської програми на радіостанції «Ехо Москви» «Повний Альбац», а також регулярний гість програми «Особлива думка». Член Громадської Ради Російського єврейського конгресу. 

## Біографія
Народилася 5 вересня 1958 року у Москві. Дід Ефраїм Михайлович Альбац був членом Бунда і в 1915 році повернувся зі Швейцарії, щоб узяти участь у російській революції. Батько Марк Єфремович Альбац (1920—1980) під час Німецько-радянської війни був розвідником ГРУ РККА у м. Миколаєві. Після війни працював головним конструктором у НДІ-10 з розроблення пристрою для ракет з атомною зброєю, що запускалися з атомних підводних човнів. Мати Євгенії — актриса та радіоведуча Олена Ізмайловська.
У 1980 році закінчила факультет журналістики МДУ, захистивши дипломну роботу «До історії російського конструктивізму в літературі, в театрі та в архітектурі», здобула спеціальність «літературний критик, працівник газети». Починала свою трудову діяльність як журналіст, який пише про науку, у тижневику «Тиждень» — недільний додаток газети «Известия». З 1986 по 1992 рік працювала оглядачем газети «Московські новини».
У 1989 році Євгенія Альбац отримала головну премію Спілки журналістів СРСР «Золоте перо». У 1990 році — стипендію Альфреда Френдлі (Alfred Friendly Press Fellowship), що дозволяла журналістам із країн, що розвивалися, отримати досвід роботи в американських виданнях; того ж року Альбац тимчасово співпрацювала з газетою «Чикаго Триб'юн». З 1993 по 2000 рік — член Комісії з питань помилування при Президентові РФ. В 1992 була експертом Конституційного Суду РФ у справі КПРС.
У 1996 році закінчила магістратуру Гарвардського університету. Працювала в газеті «Известия», де вела щотижневу колонку «Ми та наші діти», також публікувала розслідування та коментарі у «Новій газеті» у 1996—2003 роках. З лютого до квітня 1997 року була автором провідної інформаційно-публіцистичної програми «Газетний ряд» на телеканалі НТВ.
У 2004 році закінчила докторантуру Гарвардського університету, де отримала ступінь доктора філософії (Ph.D.) за спеціальністю «Політичні науки», захистивши докторську дисертацію на тему «Бюрократія та російська трансформація: політика пристосування». Викладала в Принстонському, Гарвардському, Єльському, Чиказькому університетах, Університеті штату Пенсільванія, Університеті Дьюка. До січня 2011 року була професором Вищої школи економіки, викладала на кафедрі загальної політології факультету прикладної політології.
У 2010 році підписала звернення російської опозиції «Путін має піти».
27 грудня 2014 року, перебуваючи за кермом автомобіля, не зупинилася на вимогу інспектора ДІБДР. Після нетривалої погоні її автівка була зупинена примусово, але вона відмовилася пред'являти документи співробітникам поліції. У результаті було складено протокол згідно з частиною 1 статті 19.3 КоАП («Непідкорення законному розпорядженню або вимозі співробітника поліції…») та призначено судовий розгляд у цій справі на 30 грудня 2014 р. За словами Альбац, її машину «висмикнули з потоку», відмовляючись пояснити причину зупинки. Після чого, згідно з поясненням Альбац, співробітники ДІБДР «не представилися, одразу стали вимагати документи та почали загрожувати арештом». На судовому засіданні, що відбулося в січні, Альбац була засуджена до штрафу в розмірі 500 рублів.
У травні 2016 року керівництво радіостанції «Ехо Москви» у зв'язку із закінченням терміну контракту запропонувало Альбац новий договір. У ньому, серед іншого, містилася заборона на лайливі висловлювання і теми, що порушують норми. Альбац відмовилася підписувати договір та перестала приходити на ефіри. Для вирішення ситуації знадобилося особисте втручання головного редактора радіостанції Олексія Венедиктова.
До закриття в лютому 2022 року радіостанції «Ехо Москви» вела авторську передачу «Повний Альбац». Є головним редактором журналу The New Times. Зараз розвиває свій YouTube-канал.
Є одним із трьох — разом із Романом Аніним та Романом Шлейновим із «Важливих історій» — російських членів Міжнародного консорціуму журналістів-розслідувачів (ICIJ).
У березні 2023 року, під час повномасштабного вторгнення РФ до України, Альбац приїхала до України, в Одесу. Як вона перетнула кордон, не повідомлялося, її приїзд викликав хвилю критики серед українців.

## Альбац проти Арутюнян
У жовтні 2006 року Євгенія Альбац запросила журналістку Ганну Арутюнян на авторську передачу радіостанції «Ехо Москви» «Повний Альбац» і розкритикувала її у зв'язку з точкою зору Арутюнян на журналістський внесок Анни Політковської. У статті англомовної редакції «Московських новин» Арутюнян висловлювала сумнів у правдивості робіт Політковської. Під час передачі Ганна Арутюнян визнала, що не знала Анну Політковську, а свою статтю склала на підставі інших статей та думок в Інтернеті. Інцидент породив інтернет-мем «Геть із професії!» — фразу, яку Євгенія Альбац, за словами Арутюнян, неодноразово повторювала, поки та збирала речі та покидала студію. Альбац стверджує, що таких слів не говорила, лише обурилася, як Арутюнян могла собі дозволити написати такий матеріал.

## Альбац проти Маркова
20 вересня 2014 року на першому прийомі в американському посольстві, влаштованому Джоном Теффтом з нагоди свого призначення послом від США в Росії, Євгенія Альбац побачила політолога Сергія Маркова, який прийшов на прийом із георгіївською стрічкою на грудях, і стала вигукувати на його адресу різні образи: «Дурак!», «Негідник!», «Повія!», незважаючи на присутність на прийомі великого скупчення людей.

В інтерв'ю на «Ехо Москви» Альбац указувала, що побачила на прийомі в посольстві у Маркова «бант, зроблений з георгіївської стрічки», і пояснила свої дії таким чином:
Розумієте, в цьому є така безсоромність, робити бант з георгіївської стрічки. І заявлятись до цих страшних американців. Я щиро йому сказала, що, на мою думку, він повія. <…> Нічого особистого, просто бізнес. Я тут усім ходжу і розповідаю, які жахливі ці американці, а потім приходжу цілувати руку послу».

## Альбац проти Павловського
У листопаді 2007 року в програмі «Повний Альбац» політолог Гліб Павловський залишив студію посеред прямого ефіру, не вважаючи за можливе далі спілкуватися з Альбац. З лютого 2008 року Павловський знову регулярно відвідував «Повний Альбац».
У липні 2018 року Альбац, прочитавши, за її словами, «одкровення Гліба Павловського на „Медузі“ та на „Кольті.ру“, запропонувала «і туди і туди поставити заголовок „Одкровення старого стукача“». Павловський на це відповів: «Дякую на милому знайомому хамстві, Женю!».

## Штраф
25 жовтня 2018 року мировий суддя Тверського району Москви за поданням прокуратури оштрафував журнал «The New Times» (ТОВ «Новий час») на 22 млн 250 тис. рублів, а Євгенію Альбац — на 30 тис. рублів за статтею 13.15.1 КоАП РФ. Згідно з ухвалою суду, журнал отримав цю суму від некомерційної організації «Фонд підтримки свободи преси», включеної до списку «іноземних агентів», і не надав до Роскомнагляду звітність про отримання даних коштів від іноземного джерела, тим самим порушивши законодавство. 13 листопада 2018 року Євгенія Альбац повідомила, що журнал The New Times за чотири дні зміг зібрати понад 25 млн рублів, щоб виплатити штраф.
Рішення суду пізніше було оскаржено в Московському міському суді, який у лютому 2019 визнав штраф законним. Потім касаційну скаргу було направлено до Верховного суду.
Євгенія Альбац ініціювала збір коштів для оплати штрафу, лише за 4 дні було зібрано понад 25 млн рублів.

## Критика
- У 2006 році оглядач журналу «Експерт» Олег Кашин написав статтю «Повний Альбац»[36], у якій різко розкритикував журналістку «Ехо Москви» за передачу за участю Арутюнян, зокрема:

Єдине, що можна сказати з дуже високою часткою ймовірності — для порятунку репутації радіостанції доведеться розлучитися зі своєю ведучою Євгенією Альбац та її програмою «Повний Альбац».
- 1 червня 2010 року колумніст газети «Погляд» Максим Кононенко виступив із критикою Альбац, звинувативши її у подвійних стандартах[37].
- 29 вересня 2010 засновник «Агентства федеральних розслідувань» Сергій Соколов повідомив в інтерв'ю виданню Politonline.ru[38], що, за його інформацією, у Альбац відбулася «вигідна» розмова з оточенням Юрія Лужкова, після якої в журналі The New Times з'явилися ексклюзивні матеріали та інтерв'ю колишнього мера Москви. Зокрема він заявив:

Тому що, за моїми відомостями, у неї відбулася цікава розмова з кимось із оточення Лужкова. Цікава та вигідна розмова для цього видання. І тому ми спостерігаємо такі публікації.
- 4 жовтня 2010 року Сергій Доренко опублікував у своєму блозі критичний пост про Альбац[39], також звинувативши її у подвійних стандартах

Євгенія Альбац (головний редактор The New Times.— Прим. ред.), я навіть знаю, чому обрала цю пропалену дірку. Тому що вона впевнена, що вона дієсловом палить серця людей — ось це її рівень міркувань і роботи з образом.— Художник «The New Times» Андрей Шелютто про мотиви Альбац під час обрання логотипу часопису.
- Інтернет-громадськість розкритикувала Альбац за ідеологічну цензуру під час публікації в журналі The New Times у 2013 році інтерв'ю Михайла Ходорковського. Як зазначили блогери, у мережі текст було викладено повністю, тоді як у друкованій версії журналу фрагменти міркувань про територіальну цілісність Росії, націоналізм та Кавказ були пропущені[41].
- 19 вересня 2022 року була розкритикована Айдером Муждабаєвим за підтримку армії РФ, та її критикою недостатньої укомплектованості армії РФ під час вторгнення на територію України, що спричинило втрати з боку армії РФ [42].
- 12.03.2023 року під час обговорення війни Росії проти України заявила[43], що досі "залишається, на щастя, лояльною своєму прапору", тож "не може бажати [розгрому російської армії]".

## Цитати
Так ні, я теж вважаю, що бог із ним, хай [Китай] забирає [вплив на країни колишнього СРСР за допомогою інвестицій]. Я не бачу в цьому жодної проблеми. Я, чесно кажучи, не бачу особливої проблеми, і якщо Росія розділиться по Уральському хребту. Я думаю, що це неминуче. […] При тому, як сьогодні відбувається розвиток економіки і зокрема розвиток Далекого Сходу, мені здається абсолютно неминучим, що так чи інакше Сибір стане якоюсь частиною, економічним якимось васалом Китаю. Мені здається, це абсолютно неминуча річ. […] Я думаю, що має рацію Путін у тому, що він намагається інвестувати в Далекий Схід.— «Особое мнение», Эхо Москвы, 15 октября 2013 г.

## Нагороди
Нагороджена найвищою премією Спілки журналістів «Золоте перо».

## Родина
- Мати — Олена Ізмайловська, радіодиктор[45]. Батько — Марк Альбац, радіоінженер, спеціаліст з систем наведення ракет із підводних човнів[45].
- Старша сестра — Тетяна Комарова (1952—2010), тележурналіст[45].
- Чоловік (розлучалися) — Ярослав Голованов. Дочка Ольга Голованова (нар. 1988): закінчила приватну Англо-американську школу в Москві, 2010 року закінчила Брандейський університет (США), ступінь бакалавра. Проживає у Нью-Йорку та Москві.